# بلژکو (دهانه)
بلژکو یک دهانه برخوردی در ماه است.

## دهانه‌های اقماری
این دهانه ۱ دهانه اقماری دارد.
| Blazhko | عرض جغرافیایی | طول جغرافیایی | قطر          |
| ------- | ------------- | ------------- | ------------ |
| D       | ۳۳٫۰° N       | ۱۴۵٫۲° W      | ۳۴٫۰ کیلومتر |